# 58e cérémonie des Filmfare Awards
La 58e cérémonie des Filmfare Awards ou Filmfare Awards 2013 récompensant les films de Bollywood sortis en 2012, s'est déroulée le 20 janvier 2013 aux Studios Yash Raj (Mumbai, Inde).
Présentée pour la sixième fois par Shahrukh Khan et Saif Ali Khan, elle rend hommage à Yash Chopra à qui est décerné à titre posthume un Filmfare d'honneur pour l'ensemble de sa carrière. Le film le plus distingué est Barfi! avec sept récompenses et douze nominations, suivi par Kahaani, cinq récompenses et sept nominations, et Gangs of Wasseypur, quatre récompenses et six nominations. Toutes les statuettes ont un socle plaqué or afin de célébrer le centenaire du cinéma indien.

## Palmarès
Les nominations sont annoncées le 13 janvier 2013.

### Récompenses attribuées par le public
| Catégorie                             | Lauréat                                                                             |
| Meilleur film                         | Barfi! réalisé par Anurag Basu avec Ranbir Kapoor, Priyanka Chopra et Ileana D'Cruz |
| Meilleur réalisateur                  | Sujoy Ghosh (Kahaani)                                                               |
| Meilleur acteur                       | Ranbir Kapoor (Barfi!)                                                              |
| Meilleure actrice                     | Vidya Balan (Kahaani)                                                               |
| Meilleur acteur dans un second rôle   | Annu Kapoor (en) (Vicky Donor (en))                                                 |
| Meilleure actrice dans un second rôle | Anushka Sharma (Jusqu'à mon dernier souffle)                                        |
| Meilleur acteur débutant              | Ayushmann Khurrana (Vicky Donor)                                                    |
| Meilleure actrice débutante           | Ileana D'Cruz (Barfi!)                                                              |
| Meilleur compositeur (chansons)       | Pritam (Barfi!)                                                                     |
| Meilleur parolier                     | Gulzar, pour la chanson Challa (Jusqu'à mon dernier souffle)                        |
| Meilleur chanteur de play-back        | Ayushmann Khurrana, pour la chanson Pani Da Rang (Vicky Donor)                      |
| Meilleure chanteuse de play-back      | Shalmali Kholgade, pour la chanson Pareshaan (Ishaqzaade)                           |

### Récompenses attribuées par les critiques
| Catégorie         | Lauréat                             |
| Meilleur film     | Gangs of Wasseypur d'Anurag Kashyap |
| Meilleur acteur   | Irrfan Khan (Paan Singh Tomar)      |
| Meilleure actrice | Richa Chadda (Gangs of Wasseypur)   |

### Récompenses spéciales
- Filmfare d'honneur pour l'ensemble de sa carrière : Yash Chopra.
- Prix « RD Burman » (nouveau talent musical) : Neeti Mohan (Jusqu'à mon dernier souffle).
- Meilleure réalisatrice débutante : Gauri Shinde (English Vinglish).

### Récompenses techniques
| Catégorie                      | Lauréat                                                                       |
| Meilleure histoire             | Juhi Chaturvedi (Vicky Donor)                                                 |
| Meilleur scénario              | Sanjay Chauhan et Tigmanshu Dhulia (Paan Singh Tomar)                         |
| Meilleurs dialogues            | Anurag Kashyap, Zeishan Quadri, Akhilesh et Sachin Ladia (Gangs of Wasseypur) |
| Meilleure photographie         | Setu (Kahaani)                                                                |
| Meilleure direction artistique | Rajat Podar (Barfi!)                                                          |
| Meilleure chorégraphie         | Bosco-Caesar (en) (Aunty Ji dans Ek Main Aur Ekk Tu)                          |
| Meilleur son                   | Sanjay Maurya et Allwin Rego (Kahaani)                                        |
| Meilleurs costumes             | Manoshi Nath et Rushi Sharma (Shanghai)                                       |
| Meilleurs effets spéciaux      |                                                                               |
| Meilleure action               | Sham Kaushal (Gangs of Wasseypur)                                             |
| Meilleure musique              | Pritam (Barfi!)                                                               |
| Meilleur montage               | Namrata Rao (Kahaani)                                                         |

## Nominations
- Meilleur film : Barfi!, English Vinglish, Gangs of Wasseypur, Kahaani, Vicky Donor.
- Meilleur réalisateur : Anurag Basu (Barfi!) ; Anurag Kashyap (Gangs of Wasseypur) ; Gauri Shinde (English Vinglish) ; Shoojit Sircar (Vicky Donor) ; Sujoy Ghosh (Kahaani).
- Meilleur acteur : Hrithik Roshan (Agneepath) ; Irrfan Khan (Paan Singh Tomar) ; Manoj Bajpayee (Gangs of Wasseypur) ; Ranbir Kapoor (Barfi!) ; Salman Khan (Dabangg - 2) ; Shah Rukh Khan (Jusqu'à mon dernier souffle).
- Meilleure actrice : Deepika Padukone (Cocktail) ; Kareena Kapoor (Heroine) ; Parineeti Chopra (Ishaqzaade) ; Priyanka Chopra (Barfi!) ; Sridevi (English Vinglish) ; Vidya Balan (Kahaani).
- Meilleur acteur dans un second rôle : Akshay Kumar (Oh My God!) ; Annu Kapoor (Vicky Donor) ; Emraan Hashmi (Shanghai) ; Nawazuddin Siddiqui (Talaash) ; Rishi Kapoor (Agneepath).
- Meilleure actrice dans un second rôle : Anushka Sharma (Jusqu'à mon dernier souffle) ; Huma Qureshi (Gangs of Wasseypur) ; Ileana D'Cruz (Barfi!) ; Rani Mukherjee (Talaash) ; Richa Chadda (Gangs of Wasseypur).
- Meilleur compositeur : Amit Trivedi (Ishaqzaade) ; Pritam (Barfi! et Cocktail) ; Sneha Khanwalkar (Gangs of Wasseypur) ; Vishal - Shekhar (Student of the Year).
- Meilleur parolier : Amitabh Bhattacharya pour Abhi mujh mein kahin (Agneepath) ; Gulzar pour Challa et Saans (Jusqu'à mon dernier souffle) ; Javed Akhtar pour Jee le zara (Talaash) ; Swanand Kirkire (en) pour Aashiyan (Barfi!).
- Meilleur chanteur de play-back : Ayushmann Khurrana pour Pani da rang (Vicky Donor) ; Mohit Chauhan pour Ala barfi (Barfi!) ; Nikhil Paul George pour Main kya karoon (Barfi!) ; Rabbi pour Challa (Jusqu'à mon dernier souffle) ; Sonu Nigam pour Abhi mujh mein kahin (Agneepath).
- Meilleure chanteuse de play-back : Kavita Seth pour Tumhi ho bandhu (Cocktail) ; Neeti Mohan pour Jiya re (Jusqu'à mon dernier souffle) ; Shalmali Kholgade pour Pareshaan (Ishaqzaade) ; Shreya Ghoshal pour Saans (Jusqu'à mon dernier souffle) et pour Chikni chameli (Agneepath).